# Іслі Хіді
Іслі Хіді (алб. Isli Hidi, * 15 жовтня 1980, Тирана) — албанський футболіст, воротар клубу «Аполлон» (Лімасол) та, в минулому, національної збірної Албанії.

## Клубна кар'єра
Професійні виступи розпочав 1998 року в чемпіонаті Албанії в одному з найсильніших клубів країни «Тирані». У перші сезони рідко виходив на поле і був відданий в оренду клубу «Бюліс», де відразу став основним воротарем. Після повернення з оренди заграв й в основі «Тирани». Усього в чемпіонатах Албанії видіграв у 141 матчі. У складі «Тирани» став багаторазовим чемпіоном країни.
Влітку 2007 року перейшов до криворізького «Кривбаса». У сезоні 2007—2008 дебютував 22 вересня 2007 року у грі проти «Закарпаття» (перемога 3:2), загалом відіграв у чемпіонаті 18 матчів. По завершенні сезону був виставлений на трансфер і перейшов до кіпрського клубу «Алкі» з Ларнаки, у якому грав протягом осені 2008 року.
На початку 2009 року повернувся до Кривого Рогу. Регулярно потрапляв до стартового складу команди до кінця 2009, згодом втратив місце в «основі» і влітку 2010 перейшов до складу діючого чемпіона Албанії клубу «Динамо» (Тирана), з яким уклав контракт терміном 1 рік.
2011 року переїхав на Кіпр, де уклав контракт зі столичним «Олімпіакосом». Клуб заплатив за воротаря 30 тисяч євро. У команді Хіді провів 7 ігор. З 2011 року по 2013 рік був гравцем АЕЛа з Лімасола, де він провів 6 матчів.
У серпні 2013 року перейшов в інший клуб з Лімасола, «Аполлон», але основним воротарем команди став португалець Бруну Валі, тому албанець постійно залишався на лаві запасних.

## Виступи за збірну
З 2005 — гравець національної збірної Албанії. Дебютував у складі головної команди своєї країни 29 травня 2005 року у грі проти збірної Польщі. У дебютному матчі пропустив гол вже на першій хвилині грі, однак зумів зібратися та не дозволив польським гравцям розвити успіх (гра закінчилася з рахунком 1:0).
Усього протягом 2005—2011 років зіграв у складі збірної 17 матчів, пропустив 11 голів.

## Досягнення
- Чемпіон Албанії (6):

1998-99, 1999-00, 2002-03, 2003-04, 2004-05, 2006-07
- Володар Кубка Албанії (3):

1998-99, 2000-01, 2005-06
- Володар Суперкубка Албанії (6):

2000, 2002, 2003, 2005, 2006, 2007,
- Чемпіон Кіпру (1):

2011-12
- Володар Кубка Кіпру (1):

2015-16